# Montalzat
Montalzat (okzitanisch: Montalzac) ist eine französische Gemeinde mit 654 Einwohnern (Stand: 1. Januar 2022) im Département Tarn-et-Garonne in der Region Okzitanien (bis 2015: Midi-Pyrénées). Sie gehört zum Arrondissement Montauban und ist Teil des Kantons Quercy-Aveyron (bis 2015: Kanton Montpezat-de-Quercy). Die Einwohner werden Montalzatais genannt.

## Geographie
Montalzat liegt etwa 25 Kilometer nordnordöstlich von Montauban. Umgeben wird Montalzat von den Nachbargemeinden Montpezat-de-Quercy im Norden und Westen, Belfort-du-Quercy im Norden, Lapenche im Osten, Caussade im Süden und Südosten, Saint-Vincent-d’Autéjac im Südwesten sowie Auty im Westen und Südwesten.
Durch die Gemeinde führen die Autoroute A20 und die frühere Route nationale 20 (heutige D820). An der östlichen Gemeindegrenze verläuft das Flüsschen Candé.

## Geschichte
Die Bastide wurde 1232 für die Herren von La Garde gegründet, die sie dann an Raimund VII. von Toulouse abtraten.

## Bevölkerungsentwicklung
| Jahr      | 1962 | 1968 | 1975 | 1982 | 1990 | 1999 | 2006 | 2013 |
| --------- | ---- | ---- | ---- | ---- | ---- | ---- | ---- | ---- |
| Einwohner | 653  | 684  | 548  | 556  | 521  | 527  | 550  | 666  |

## Sehenswürdigkeiten
- Kirche
- Schloss Montalzat aus der Zeit um 1850